# Everard Endt
Everard Endt   (Zaanstad, 7 d'abril de 1893 - valor desconegut) va ser un regatista estatunidenc que va guanyar una medalla olímpica.
Nascut als Països Baixos, el 1933 va obtenir la nacionalitat estatunidenca. Va servir com a oficial a la reserva de la Marina dels Estats Units, assolint el rang de comandant el 1945. El 1944 va participar en el desembarcament de Normandia. Es retirà del cos de Marines el maig de 1953.
El 1952 va prendre part en els Jocs Olímpics d'Estiu de Hèlsinki, on guanyà la medalla d'or en la categoria de 6 metres del programa de vela. A bord del Llanoria compartí equip amb Herman Whiton, Eric Ridder, Julius Roosevelt, John Morgan i Emelyn Whiton.